# Barry (odrůda jablek)

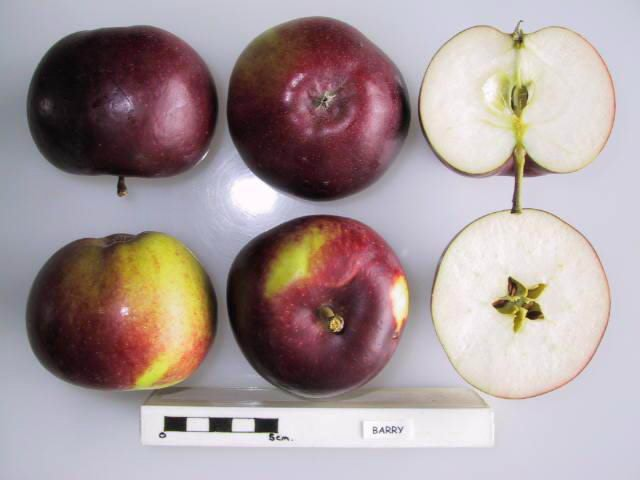
Jablko Barry dle National Fruit Collection

Barry (Malus domestica 'Barry') je ovocný strom, kultivar druhu jabloň domácí z čeledi růžovitých. Plody jsou řazeny mezi odrůdy zimních jablek, sklízí se v září, dozrává v říjnu, skladovatelné jsou do února. Odrůda je velmi podobná odrůdě McIntosh, ale dozrává dříve.

## Historie

### Původ
Byla vyšlechtěna v USA. Odrůda vznikla zkřížením odrůdy 'McIntosh' s odrůdou 'Coxova reneta'.

## Vlastnosti

### Růst
Růst odrůdy je střední až slabý. Řez je nezbytný.

## Plod
Plod je ploše kulovitý, střední. Slupka hladká, tmavočervená. Dužnina je bílá se sladce navinulou chutí, šťavnatá, velmi dobrá.